# Абсолютний чемпіонат світу з легкої атлетики
Абсолютний чемпіонат світу з легкої атлетики — регулярні змагання просто неба, що проводитимуться Світовою легкою атлетикою, починаючи з 2026.
Про включення нового змагання до міжнародного календаря було оголошено 3 червня 2024.

## Формат
Чемпіонат проводитиметься раз на два роки і не одночасно з чемпіонатами світу.
Перший чемпіонат відбудеться у Будапешті з 11 по 13 вересня 2026. Вибір столиці Угорщини як міста-організатора був не випадковим — раніше там успішно провели чемпіонат світу-2023, який привернув значну увагу вболівальників з усього світу. Зокрема, змагання відвідали близько 400000 глядачів із 120 країн, а під час фіналів за участі топ-спортсменів на вебсайт змагань заходило близько 400000 користувачів за хвилину та до 14 млн користувачів за годину. На першому чемпіонаті очікується участь біля 400 атлетів з 70 країн.
Загальний призовий фонд майбутнього турніру становитиме 10 млн доларів США, і буде найбільшим за всю історію легкої атлетики. Усі спортсмени, що братимуть участь у чемпіонаті, отримають фінансові винагороди, а володарі золотих нагород отримають по 15 тис. доларів США.
У чемпіонаті світу, який складатиметься з трьох вечірніх програм по 3 години кожна, візьмуть участь від восьми до 16 найсильніших атлетів у кожній дисципліні, які будуть відібрані на підставі світового рейтингу. Змагання відбудуться у «компактному» форматі: щовечора вболівальники спостерігатимуть за півфіналами та фіналами у бігових дисциплінах та прямими (без кваліфікаційних раундів) фіналами у технічних дисциплінах.

## Чемпіонати
| # | Рік  | Місто-господар | Дати проведення | Арена змагань                 | Кількість дисциплін | Країни-учасниці | Атлети-учасники |
| - | ---- | -------------- | --------------- | ----------------------------- | ------------------- | --------------- | --------------- |
| 1 | 2026 | Будапешт       | 11-13 серпня    | Національний спортивний центр |                     | (70)            | (400)           |